# Osatură

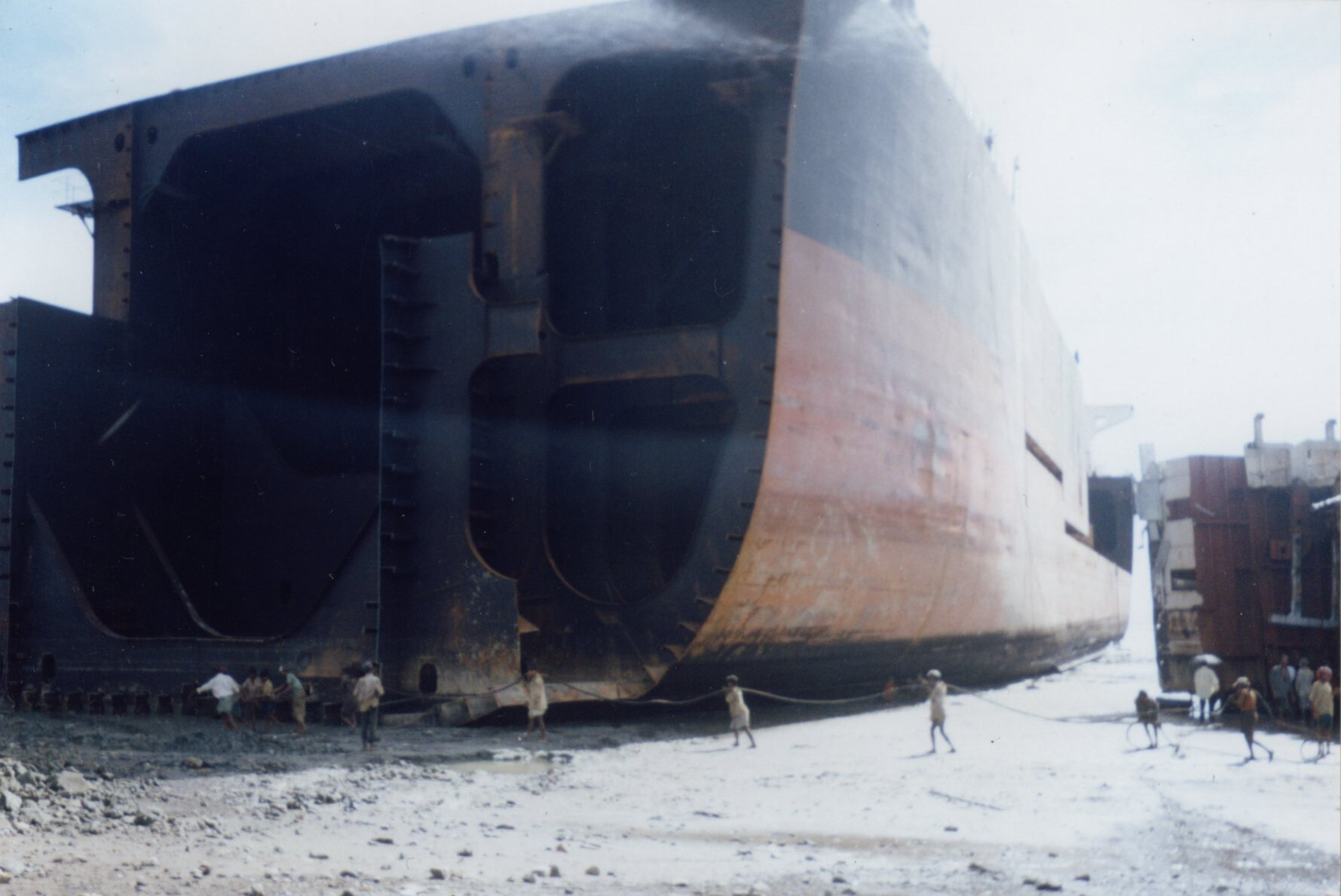
Secţiune într-o navă în care se văd elemente de osatură

Osatura însumează totalitatea elementelor și pieselor longitudinale și transversale care formează structura de rezistență a navei. 
După modul cum sunt alcătuite și dispuse elementele de rezistență față de principalele plane de referință ale navei, se deosebesc două feluri de elemente de osatură: longitudinală și transversală. Osatura navei se confecționează din lemn sau din metal după felul și destinația navei.

## Osatura longitudinală
Osatura longitudinală este alcătuită din următoarele elemente:
- carlingă – grindă montată pe fundul navei paralelă cu contrachila și leagă între ele coastele
- chilă - piesă situată longitudinal pe fundul navei care se întinde pe toată lungimea de la pupa la prova
- contrachilă - dublează chila pe toată lungimea ei cu scopul de a întări fundul navei
- curenți de punte - elemente care susțin, întăresc și leagă între ele puntea
- etambou - prelungirea chilei la pupa
- etravă - prelungirea chilei care se curbează și se îndreaptă în sus, vertical sau oblic la extremitatea prova.
- muradă - stringher care leagă capetele superioare ale coastelor
- stringheri (curenți de bordaj) - elemente dispuse de-a lungul bordurilor

## Osatura transversală
Osatura transversală are următoarele piese:
- coastă - element de rezistență care dă și menține forma corpului navei, fixat de chilă la distanțe intercostale
- traversă - grindă care unește capetele superioare ale coastelor pe toată lungimea navei
- varangă - dublează coastele cu scopul de a da o rezistență mai mare fundului navei.